# Sasvári Szilárd
Sasvári Szilárd (Szolnok, 1964. október 25. –) magyar tanár, politikus, a Fidesz alapító tagja, 1990 és 2002 között országgyűlési képviselő.

## Élete
Sasvári Béla és Polgári Éva fiaként született. Általános iskolai tanulmányait szülővárosában, középiskolai tanulmányait a budapesti Lékai János Hajózási Szakközépiskolában végezte, ahol 1983-ban érettségizett. Egy évig kézbesítőként dolgozott, majd egyéves sorkatonai teljesített Ercsiben. Az Eötvös Loránd Tudományegyetem Tanárképző Főiskolai Karának hallgatója lett, ahol 1989-ben történelem-magyar nyelv és irodalom szakos tanári diplomát szerzett.
1987 és 1989 között az ELTE TFK-n működő Erdei Ferenc Társadalompolitikai Kör vezetőségi tagja volt, 1988-tól 1992-ig a Marx Károly Közgazdaság-tudományi Egyetemen szociológiát, a Pázmány Péter Katolikus Egyetem levelező tagozatán pedig teológiát hallgatott. 1989 és 1990 között az egyetemi és főiskolai hallgatók önkormányzati szövetségénél dolgozott szervezőként, és volt színházi statiszta is.
1988. március 30-án egyike volt a Fiatal Demokraták Szövetsége 37 alapító tagjának. Részt vett szervezet oktatáspolitikai programjának szerkesztésében, a háromoldalú politikai egyeztető tárgyalásokon, itt a tudománypolitikával foglalkozó munkabizottságban dolgozott. Az 1990-es orsszágyűlési választáson a Fidesz országos listájáról szerzett mandátumot, az Országgyűlésben a kulturális, tudományos, felsőoktatási, televízió, rádió és sajtó bizottság tagja lett. 1991 és 1994 között pártja etikai bizottságának elnöke, 1993-tól 1994-ig pedig budapesti elnöke volt.
Az 1994-es országgyűlési választáson a Fidesz budapesti területi listájáról jutott a parlamentbe, ahol a kulturális és sajtó bizottság, valamint az emberi jogi, kisebbségi és vallásügyi bizottság tagja volt, illetve az Országgyűlés jegyzőjévé választották. 1995-ben pártja országos választmányának és mandátumvizsgáló bizottságának tagja, valamint a Dél-Budáért Polgári Egyesület elnökségi tagja lett, és belépett az MKDSZ-be is.
Az 1998-as országgyűlési választáson Budapest 17. számú, XI. kerület központú választókerületéből szerzett mandátumot, az Országgyűlésben a kulturális és sajtó bizottság és média albizottság elnöke, a nemzetbiztonsági bizottság és a Fidesz frakcióvezető-helyettese lett. Neve Várhegyi Attila 2001-es lemondása után felmerült, mint a Nemzeti Kulturális Örökség Minisztériuma politikai államtitkára. A 2002-es országgyűlési választáson nem jutott a parlamentbe, ezután a Magyar Televízió Közalapítvány kuratóriumának tagja és a Fővárosi Közgyűlés képviselője, itt a városképvédelmi és várostervezési bizottság elnöke volt. 2006-ban visszavonult a politikától, ezután egy kisebb médiacégnél helyezkedett el, majd az Esztergom-Mahart Kft. ügyvezető igazgatója, később a Gran Parkoló Kft. ügyvezetője volt, 2015-ben pedig a Heves Megyei Vízmű Zrt. vezérigazgatója lett.
Felesége 1994-től Hesz Marianna német tolmács-fordító, két lányuk született.